# Hans Blumenberg
Hans Blumenberg (* 13. Juli 1920 in Lübeck; † 28. März 1996 in Altenberge) war ein deutscher Philosoph.

## Leben
Hans Blumenberg war der älteste Sohn von Josef Carl Blumenberg (1880–1949), dem Inhaber des Lübecker Unternehmens „Kunstverlag J. C. Blumenberg - Import Export“, und seiner Ehefrau Else Blumenberg, geb. Schreier (1882–1945). Die Familie des Vaters stammte aus dem Bistum Hildesheim und hatte seit Generationen katholische Priester wie Friedrich Blumenberg SJ (1732–1811) und Franz Edmund Blumenberg (1764–1846) hervorgebracht. Im katholischen Diasporamilieu Lübecks wirkte der in Sankt Georgen (Frankfurt am Main) ausgebildete, NS-kritische Kaplan Johannes Prassek, der zu den Lübecker Märtyrern gehört, als Jugendseelsorger und spiritueller Begleiter prägend auf Blumenberg. Die Mutter wurde im oberschlesischen Rosenberg geboren und hatte in ihrer Jugend als Buchhalterin in Charlottenburg gearbeitet, wohin die Familie gleich nach dem Tod des Vaters 1906 gezogen war. Nachdem sie 1917 von ihrem ersten Mann, den Dentisten Robert Paul Nicolas, geschieden worden war, heiratete sie am 6. September 1919 Josef Carl Blumenberg. Unmittelbar vor der Hochzeit, im August 1919, konvertierte die Jüdin Else Schreier zum Christentum, indem sie in der Lübecker St.-Jakobi-Gemeinde die evangelisch-lutherische Konfession annahm. Am 29. Mai 1930 ist sie zum Katholizismus übergetreten, der Konfession ihres Mannes.
1927 wurde Hans Blumenberg Schüler an der Römisch-katholischen Gemeindeschule in Lübeck. Anschließend besuchte er dort das humanistische Gymnasium Katharineum, wo er im Jahr 1939 als Jahrgangsbester die Reifeprüfung ablegte. Im Wintersemester 1939/40 begann er als Priesteramtskandidat des Bistums Osnabrück an der Theologischen Akademie Paderborn sein Theologiestudium, das nach damaliger Studienordnung in den Anfangssemestern sehr hohe Philosophieanteile hatte. Das Sommersemester 1940 verbrachte Blumenberg im Jesuiten-Studium in Frankfurt-Sankt Georgen, wo ihm besonders der skotistisch orientierte Philosoph Caspar Nink imponierte. Aufgrund des jüdischen Familienhintergrundes seiner Mutter musste er im Herbst 1940 das Studium der katholischen Theologie abbrechen. Über das Studium erzählte sein Freund, der Priester und ehemalige Frankfurter Studentenpfarrer Walter Kropp (1919–2019), der mit Blumenberg das Zimmer geteilt hatte: „Es wurde für mich das auf- und anregendste Semester meines Studiums. Tag und Nacht waren wir im Gespräch. Das heißt: Meist redete er, und ich hörte zu. Der Viel-Wissende, Durchblickende und Weiter-Denkende beeindruckte mich tief.“
Zurück in Lübeck wurde er zunächst zum Arbeitsdienst eingezogen und arbeitete danach bei der Drägerwerk AG in Lübeck. 1945 wurde er in Zerbst interniert, konnte jedoch auf Initiative Heinrich Drägers freikommen und sich bis Kriegsende bei der Familie von Ursula Heinck (1922–2010) verstecken, die er 1944 geheiratet hatte. Nach 1945 setzte er sein Studium der Philosophie, Germanistik und Klassischen Philologie an der Universität Hamburg fort. 1947 wurde Blumenberg mit seiner Dissertation Beiträge zum Problem der Ursprünglichkeit der mittelalterlich-scholastischen Ontologie, die noch Anfang 1946 den Arbeitstitel „Die ontologische Leistung der mittelalterlichen Scholastik, im Hinblick auf Heideggers Destruktion der traditionellen Ontologie“ trug, an der Christian-Albrechts-Universität zu Kiel promoviert. Hier habilitierte er sich 1950 mit der Studie Die ontologische Distanz. Eine Untersuchung über die Krisis der Phänomenologie Husserls. Sein Lehrer während dieser Zeit war Ludwig Landgrebe.
1958 wurde Blumenberg in Hamburg außerordentlicher Professor für Philosophie und 1960 an der Justus-Liebig-Universität Gießen ordentlicher Professor für Philosophie. 1965 wechselte er als ordentlicher Professor für Philosophie an die Ruhr-Universität Bochum und im Jahr 1970 an die Westfälische Wilhelms-Universität Münster, wo er 1985 emeritiert wurde. Bereits ab Ende der 1970er-Jahre hatte er keine Seminare, sondern nur noch Vorlesungen gehalten.
Blumenberg wurde oft als öffentlichkeitsscheu beschrieben. Sämtliche Einladungen zu Interviews oder anderweitigen öffentlichen Auftritten lehnte er ab, da er bevorzugte, sein Werk sprechen zu lassen. Er war bekannt dafür, hauptsächlich nachts zu schreiben und zu arbeiten, und betrat die Universität in der Regel nicht vor 14 Uhr.
Blumenberg war Mitglied der Akademie der Wissenschaften und der Literatur zu Mainz (seit 1960), des Senats der Deutschen Forschungsgemeinschaft (DFG), Mitglied der Senatskommission für Begriffsgeschichte der DFG unter Vorsitz Hans Georg Gadamers und Mitgründer der 1963 ins Leben gerufenen Forschungsgruppe „Poetik und Hermeneutik“.
Hans Blumenberg starb am 28. März 1996 an einem Herzinfarkt. Blumenberg hatte drei Söhne und die Tochter Bettina Blumenberg.

## Werk
Die frühe Schrift Paradigmen zu einer Metaphorologie (1960) verfolgt anhand ausgewählter Beispiele aus der Geistes- und Philosophiegeschichte den Gedanken, dass bestimmte Metaphern (wie etwa die der „‚nackten‘ Wahrheit“) als „Grundbestände der philosophischen Sprache“ anzusehen sind, die sich nicht durch Begriffe ersetzen und so „ins Eigentliche, in die Logizität zurückholen lassen“. Solche „absoluten Metaphern“ konstituieren nach Blumenberg eine in ihrer Anschaulichkeit und ihrem Sinngehalt begrifflich nie vollständig einholbare Vorstellung von Wirklichkeit als einem Ganzen, an der sich menschliches Denken und Handeln orientieren kann und muss. Dieser Ansatz wird darauf in Einzeldarstellungen unter anderem zur Lichtmetaphorik in erkenntnistheoretischen Zusammenhängen, zur Schifffahrt als Metapher für das Dasein (Schiffbruch mit Zuschauer, 1979) sowie zur Buchmetapher (Die Lesbarkeit der Welt, 1979) weiter ausgeführt.
Einen Schwerpunkt der vielfältigen philosophiegeschichtlichen Untersuchungen Blumenbergs bildet die „Epochenschwelle“ zwischen Mittelalter und Neuzeit (Die Legitimität der Neuzeit, 1966; Die Genesis der kopernikanischen Welt, 1975). Aus einer unter anderem von Ernst Cassirer inspirierten funktionalistischen Perspektive auf die Geistes- und Philosophiegeschichte, die mit epochenspezifischen „Umbesetzungen“ innerhalb eines formalen Beziehungsgefüges geistiger Gehalte rechnet, wird ein substantialistisches Verständnis historischer Kontinuität zurückgewiesen, wie es beispielsweise dem Säkularisierungstheorem vielfach zu Grunde liegt. Die Neuzeit wird als eine gegenüber Antike und Mittelalter eigenständige Epoche dargestellt, deren Ausbildung unter anderem auf die Notwendigkeit menschlicher Selbstbehauptung angesichts der Zuspitzung des „theologischen Absolutismus“ im spätmittelalterlichen Nominalismus zurückzuführen ist und die aus dieser Notwendigkeit heraus die in der griechischen Antike entstandene theoretische Neugier rehabilitiert hat.
In späteren Studien (Arbeit am Mythos, 1979; Höhlenausgänge, 1989) profiliert Blumenberg zunehmend den anthropologischen Hintergrund seines Denkens. Dabei ist die an Arnold Gehlen angelehnte Annahme leitend, dass der Mensch als endliches und hinfälliges Mängelwesen bestimmter Hilfsmittel bedarf, um sich angesichts des „Absolutismus der Wirklichkeit“ behaupten zu können. Unter diesem Aspekt interpretiert Blumenberg nun Metaphern und Mythen – auf Grund ihrer die Wirklichkeit distanzierenden, in ihr orientierenden und den Menschen so entlastenden Leistungen – als ein funktionales Äquivalent zu Institutionen im Sinne Gehlens.
In seinem späten Werk Matthäuspassion (1993) geht Blumenberg der Frage nach, welche Bedeutung christliche Aussagen noch für einen Leser haben können, der – wie Blumenberg selbst – kein Christ mehr ist, aber aus rezeptionsgeschichtlicher Sicht auf das Christentum zurückblickt. Jacob Taubes, ein langjähriger Diskussionspartner Blumenbergs, kritisierte in seiner Auseinandersetzung mit Blumenberg und Odo Marquard neopagane Implikationen von Blumenbergs anthropologischer Theorie der Entlastung und des Mythos. Trotz dieses auch mit autobiographischen Bemerkungen motivierten Abschieds vom Christentum wird Blumenbergs Werk auch von Theologen rezipiert und hinsichtlich seines Anregungspotentials für die protestantische wie katholische Theologie diskutiert.
Zumeist unter Pseudonym verfasste Blumenberg auch Literaturkritiken zu internationaler Belletristik.

## Rezeption
Blumenbergs Schüler (Manfred Sommer, Ferdinand Fellmann, Heinrich Niehues-Pröbsting) haben ihre eigenen Positionen in erkennbarer Anknüpfung an und Auseinandersetzung mit Blumenbergs Philosophie entwickelt. Daneben sind Blumenbergs Theorien in Deutschland zunächst vor allem in dem Kreis Joachim Ritters aufgenommen worden –, vor allem bei Odo Marquard, der Elemente von Blumenbergs Anthropologie für die theoretische und wissenschaftspolitische Legitimierung der Geisteswissenschaften übernahm. Schüler Odo Marquards haben diese Form der affirmativen Blumenbergrezeption fortgesetzt (Franz Josef Wetz). Blumenbergs Darstellung des spätmittelalterlichen Nominalismus fand in der Philosophiegeschichtsschreibung eine eingehende Auseinandersetzung und wurde letztlich zurückgewiesen (Wolfgang Hübener, Jürgen Goldstein). Eingehende Rezeption erfuhr auch das Projekt einer Metaphorologie, zumal in der Literaturwissenschaft (etwa bei Anselm Haverkamp), aber auch bei Wissenschaftstheoretikern (Lutz Danneberg). Die Nachlasspublikationen zur Theorie der Lebenswelt und der phänomenologischen Anthropologie haben auf die Zugehörigkeit Blumenbergs zur „phänomenologischen Bewegung“ aufmerksam gemacht.
Eine Rezeption Blumenbergs in der akademischen Philosophie im englischsprachigen Raum begann mit dem Erscheinen der ersten englischen Übersetzungen seit 1983. Die Übersetzung von Die Legitimität der Neuzeit wurde von Richard Rorty besprochen, der die verspätete Rezeption des Buches bedauerte. Rorty lobt Blumenbergs Modernitätskonzept noch am Ende des ersten Kapitels von Kontingenz, Ironie und Solidarität. Auch in Frankreich, Italien und Spanien sind zahlreiche Werke Blumenbergs in Übersetzungen erschienen.
Blumenberg hat zu Lebzeiten eine beträchtliche Rezeption im Feuilleton der Frankfurter Allgemeinen Zeitung und der Neuen Zürcher Zeitung erfahren (Henning Ritter, Martin Meyer). Sibylle Lewitscharoff konfrontiert in ihrem Roman Blumenberg (2011) den Philosophen mit der Erscheinung eines Löwen.

## Auszeichnungen
- 1974: Kuno-Fischer-Preis der Universität Heidelberg
- 1980: Sigmund-Freud-Preis für wissenschaftliche Prosa der Deutschen Akademie für Sprache und Dichtung in Darmstadt
- 1982: Ehrendoktor an der Universität Gießen

## Schriften (Auswahl)

### Monographien
- Beiträge zum Problem der Ursprünglichkeit der mittelalterlich-scholastischen Ontologie. Dissertation. Kiel 1947, DNB 481727817
  - als Buch hg. von Benjamin Dahlke / Matthias Laarmann, Suhrkamp, Berlin 2020, ISBN 978-3-518-58745-4.
- Die ontologische Distanz. Eine Untersuchung über die Krisis der Phänomenologie Husserls. Habilitationsschrift. Kiel 1950, OCLC 792946061.
  - In Buchform: Die ontologische Distanz. Eine Untersuchung zur Krisis der philosophischen Grundlagen der Neuzeit. Hg. von Nicola Zambon. Berlin, Suhrkamp 2022, ISBN 978-3-518-58788-1.
- Naturalismus und Supranaturalismus. In: Religion in Geschichte und Gegenwart. 3. Auflage, hrsg. von Kurt Galling. Band 4. Tübingen 1960, Sp. 1332–1336.
- Paradigmen zu einer Metaphorologie. In: Archiv für Begriffsgeschichte. Band 6 (1960), S. 5–142; Suhrkamp, Frankfurt am Main 1997, ISBN 3-518-28901-2.
- Kopernikus im Selbstverständnis der Neuzeit (= Abhandlungen der geistes- und sozialwissenschaftlichen Klasse der Akademie der Wissenschaften und der Literatur in Mainz. Jahrgang 1964, Nr. 5).
- Die kopernikanische Wende (= edition suhrkamp. Bd. 138). Suhrkamp, Frankfurt am Main 1965.
- Die Legitimität der Neuzeit. Suhrkamp, Frankfurt am Main 1966; Neuausgabe ebd. 1996, ISBN 3-518-28868-7.
- Der Prozess der theoretischen Neugierde. Suhrkamp, Frankfurt am Main 1973, ISBN 3-518-07624-8.
- Die Genesis der kopernikanischen Welt. Suhrkamp, Frankfurt am Main 1975; ebd. 1981, ISBN 3-518-07952-2.
- Arbeit am Mythos. Suhrkamp, Frankfurt am Main 1979, ISBN 3-518-57515-5.
- Die Lesbarkeit der Welt. Suhrkamp, Frankfurt am Main 1979, ISBN 3-518-06741-9.
- Schiffbruch mit Zuschauer (= Bibliothek Suhrkamp. Bd. 1263). Suhrkamp, Frankfurt am Main 1979; ebd. 1997, ISBN 3-518-22263-5.
- Wirklichkeiten, in denen wir leben. Aufsätze und eine Rede (= Reclams Universal-Bibliothek. Bd. 7715). Reclam, Stuttgart 1981, ISBN 3-15-007715-X.
- Lebenszeit und Weltzeit. Suhrkamp, Frankfurt am Main 1986, ISBN 3-518-29114-9.
- Das Lachen der Thrakerin. Eine Urgeschichte der Theorie. Suhrkamp, Frankfurt am Main 1987, ISBN 3-518-28252-2.
- Die Sorge geht über den Fluß (= Bibliothek Suhrkamp. Bd. 965). Suhrkamp, Frankfurt am Main 1987, ISBN 3-518-01965-1.
- Matthäuspassion (= Bibliothek Suhrkamp. Bd. 998). Suhrkamp, Frankfurt am Main 1988, ISBN 3-518-01998-8.
- Höhlenausgänge. Suhrkamp, Frankfurt am Main 1989, ISBN 3-518-28900-4.
- Ein mögliches Selbstverständnis. Aus dem Nachlaß (= Reclams Universal-Bibliothek. Bd. 9650). Reclam, Stuttgart 1997, ISBN 3-15-009650-2 (Neuausgabe hrsg. von  Rüdiger Zill, Suhrkamp, Berlin 2022, ISBN 978-3-518-29971-5).
- Die Vollzähligkeit der Sterne. Suhrkamp, Frankfurt am Main 1997, ISBN 3-518-58251-8.
- Begriffe in Geschichten (= Bibliothek Suhrkamp. Bd. 1303). Suhrkamp, Frankfurt am Main 1998, ISBN 3-518-22303-8.
- Gerade noch Klassiker. Glossen zu Fontane. Hanser, München 1998, ISBN 3-446-19473-8.
- Lebensthemen. Aus dem Nachlaß (= Reclams Universal-Bibliothek. Bd. 9651). Reclam, Stuttgart 1998, ISBN 3-15-009651-0.
- Goethe zum Beispiel. Insel, Frankfurt am Main 1999, ISBN 3-458-16976-8.
- Die Verführbarkeit des Philosophen. Suhrkamp, Frankfurt am Main 2000, ISBN 3-518-29355-9.
- Ästhetische und metaphorologische Schriften. Auswahl und Nachwort von Anselm Haverkamp. Suhrkamp, Frankfurt am Main 2001, ISBN 3-518-29113-0.
- Löwen (= Bibliothek Suhrkamp. Bd. 1336). Suhrkamp, Frankfurt am Main 2001, ISBN 3-518-22336-4.
- Vor allem Fontane. Glossen zu einem Klassiker. Insel, Frankfurt am Main 2002, ISBN 3-458-34540-X.
- Zu den Sachen und zurück. Suhrkamp, Frankfurt am Main 2002, ISBN 3-518-58328-X.
- Beschreibung des Menschen. Suhrkamp, Frankfurt am Main 2006, ISBN 3-518-58467-7.
- Der Mann vom Mond. Über Ernst Jünger. Suhrkamp, Frankfurt am Main 2007, ISBN 978-3-518-58483-5.
- Theorie der Unbegrifflichkeit. Suhrkamp, Frankfurt am Main 2007, ISBN 978-3-518-58480-4.
- Geistesgeschichte der Technik. Mit einem Radiovortrag von 1967 auf CD. Suhrkamp, Frankfurt am Main 2009, ISBN 978-3-518-58533-7.
- Theorie der Lebenswelt. Suhrkamp, Frankfurt am Main 2010, ISBN 978-3-518-58540-5.
- Quellen, Ströme, Eisberge. Suhrkamp, Frankfurt am Main, 2012, ISBN 978-3-518-22469-4.
- Präfiguration. Arbeit am politischen Mythos. Mit Götz Müllers Rezension von Arbeit am Mythos und dessen Briefwechsel mit Hans Blumenberg hrsg. von Angus Nicholls und Felix Heidenreich. Suhrkamp, Berlin 2014, ISBN 978-3-518-58604-4.
- Ahlrich Meyer (Hrsg.):  Rigorismus der Wahrheit: „Moses der Ägypter“ und weitere Texte zu Freud und Arendt. Suhrkamp, Berlin 2015, ISBN 978-3-518-58616-7.
- Alexander Schmitz und Bernd Stiegler (Hrsg.): Schriften zur Literatur. 1945 bis 1958. Suhrkamp, Berlin 2017, ISBN 978-3-518-58697-6.
- Nicola Zambon (Hrsg.): Phänomenologische Schriften (1981–1988). Suhrkamp, Berlin 2018, ISBN 978-3-518-58721-8.
- Realität und Realismus. Herausgegeben von Nicola Zambon. Suhrkamp, Berlin, 2020, ISBN 978-3-518-58746-1.
- Die ontologische Distanz. Eine Untersuchung zur Krisis der philosophischen Grundlagen der Neuzeit. Habilitationsschrift (1950), herausgegeben von Nicola Zambon. Suhrkamp, Berlin 2022, ISBN 978-3-518-58788-1, Rezension.[26]

### Briefwechsel
- mit Carl Schmitt: Briefwechsel 1971–1978 und weitere Materialien. Suhrkamp, Frankfurt am Main 2007, ISBN 978-3-518-58482-8.
- mit Jacob Taubes: Briefwechsel 1961–1981 und weitere Materialien. Herausgegeben von Herbert Kopp-Oberstebrink und Martin Treml. Suhrkamp, Berlin 2013, ISBN 978-3-518-58591-7.
- mit Hans Jonas: Briefwechsel 1954–1978 und weitere Materialien. Herausgegeben von Hannes Bajohr, Suhrkamp, Berlin 2022, ISBN 978-3-518-58777-5.[27]
- mit Reinhart Koselleck: Briefwechsel 1965–1994. Herausgegeben von Jan Eike Dunkhase und Rüdiger Zill, Suhrkamp, Berlin 2023, ISBN 978-3-518-58801-7.

## Film / Fernsehen
- „Zwischen Himmel und Höhle“: Hans Blumenberg – Zu seiner Philosophie. Film von Burghart Schlicht und Franz Josef Wetz (1995)
- 2018: Hans Blumenberg – der unsichtbare Philosoph. Dokumentation, 102 Min.Inhaltsangabe. Ein Film von Christoph Rüter, Produktion: Tag/Traum Filmproduktion, Erstaufführung: 60. Nordische Filmtage Lübeck